# Piața Vasile Alecsandri din Bălți
Piața Vasile Alecsandri este una dintre cele mai mari din Europa (7324 m²). Piața este delimitată perimetral de cele mai prestigioase edificii publice din oraș: Teatrul Național „Vasile Alecsandri”, Palatul orășenesc, magazinul universal UNIC, hala comercială, clădirea poștei și telecomunicațiilor, cinematograful „Patria”, cel mai mare magazin de cărți din republică „Prometeu”, Hotelul „Bălți”, Oficiul stării civile (Casa Bodescu), Pinacoteca „Antioh Cantemir” etc. Piața publică comunică spațial cu Parcul central și Piața Independenței.
Această piață, un veritabil bulevard pietonal, constituie o prezență urbanistică unică nu numai la nivelul republicii. Unicitatea îi este conferită prin existența străzii Ștefan cel Mare, amplasat paralel, care asigură circulația transportului urban.